# Шекспир, Фрэнк
Франклин Бредфорд «Фрэнк» Шекспир (англ. Franklin Bradford "Frank" Shakespeare; род. 31 мая 1930[…], Филадельфия, Пенсильвания) — американский гребец, выступавший за сборную США по академической гребле в начале 1950-х годов. Чемпион летних Олимпийских игр в Хельсинки, победитель и призёр регат национального значения. Офицер Военно-морских сил США.

## Биография
Фрэнк Шекспир родился 31 мая 1930 года в городе Филадельфия, штат Пенсильвания.
Занимался академической греблей во время учёбы в Военно-морской академии США в Аннаполисе, состоял в местной гребной команде, неоднократно принимал участие в различных студенческих регатах, в частности в восьмёрках побеждал на чемпионате Межуниверситетской гребной ассоциации (IRA) и в традиционной регате «Восточные спринты» (Eastern Sprints).
Наивысшего успеха в гребле на международном уровне добился в сезоне 1952 года, когда вошёл в основной состав американской национальной сборной и благодаря череде удачных выступлений удостоился права защищать честь страны на летних Олимпийских играх в Хельсинки. В составе экипажа-восьмёрки в финале обошёл всех своих соперников, в том числе более чем на пять секунд опередил ближайших преследователей из Советского Союза, и тем самым завоевал золотую олимпийскую медаль.
В 1953 году окончил Военно-морскую академию и затем служил офицером на флоте.
За выдающиеся спортивные достижения в 1982 году был включён в Музей и зал славы спорта штата Делавэр.
В 1996 году участвовал в эстафете олимпийского огня перед Олимпийскими играми в Атланте — на тот момент он являлся единственным олимпийским призёром из Делавэра.